# Stromboli (1950)

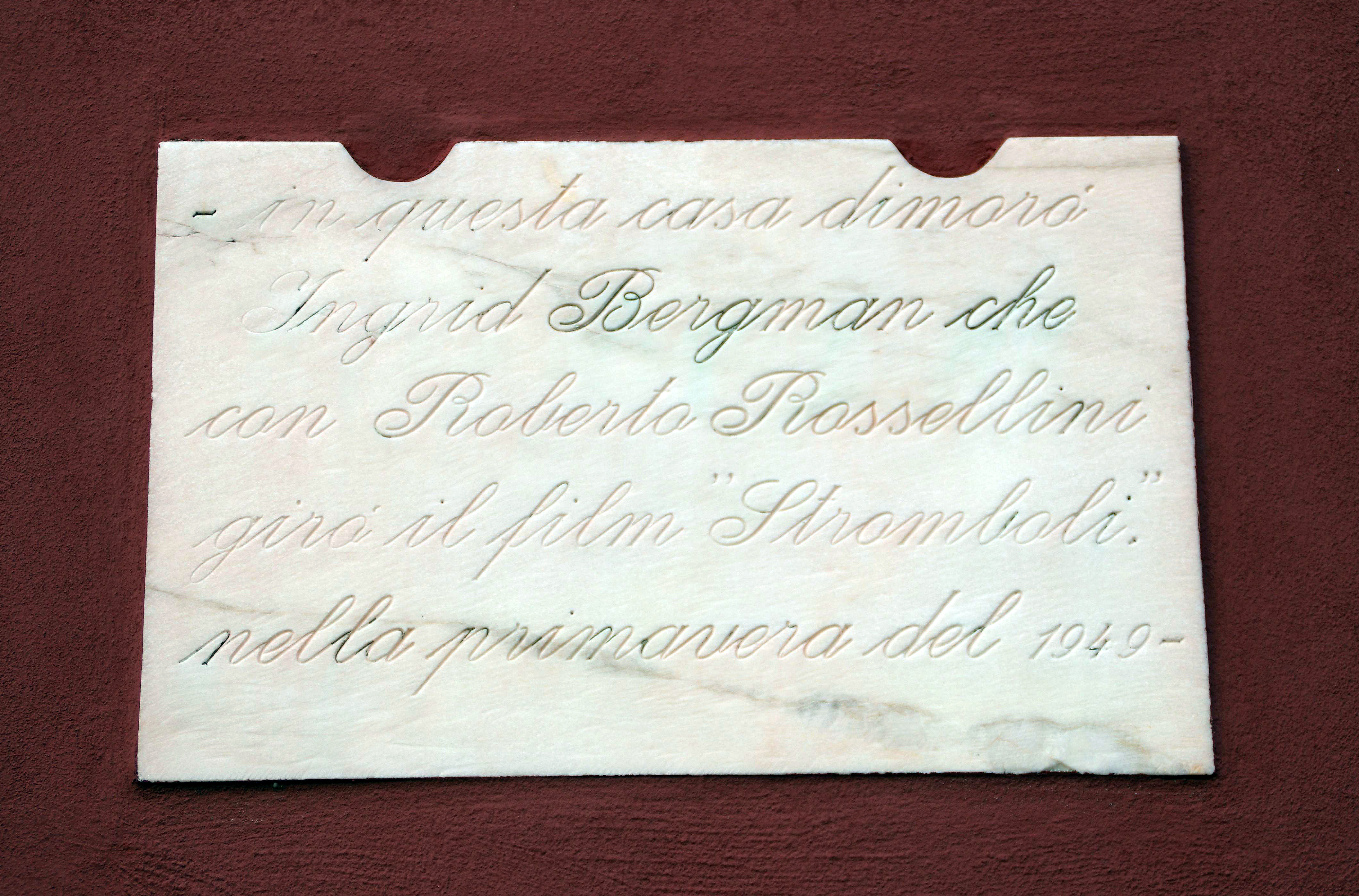
Gedenkplaat op het huis in Stromboli (op Sicilië) als herinnering aan het verblijf van Ingrid Bergman en Roberto Rossellini in 1946, tijdens het maken van de film Stromboli

Stromboli, terra di Dio (alias Stromboli) is een Italiaanse dramafilm uit 1950 geschreven, geregisseerd en geproduceerd door Roberto Rossellini. Hij werd hiervoor genomineerd voor de Gouden Leeuw op het Filmfestival van Venetië 1950. De film wordt gezien als een van de belangrijkste films uit het Italiaanse neorealisme.

## Verhaal
De film speelt zich af in Italië, vlak na de Tweede Wereldoorlog. Karin (Ingrid Bergman) is een vrouw uit Litouwen en zit in een vluchtelingenkamp. Om aan het kampleven te ontsnappen trouwt ze met de visser Antonio (Mario Vitale), waarna ze samen naar zijn geboorte-eiland Stromboli gaan. Karin komt er daar achter dat het leven op Stromboli ruig en hard is en dat de inwoners van Stromboli conservatief en in zichzelf gekeerd zijn. Ze moeten weinig hebben van Karin hebben en behandelen haar als een paria. Dat Karin het Italiaans slecht beheerst, helpt ook niet mee. Karin wordt wanhopig en is vastberaden het eiland te verlaten.

## Rolverdeling
| Acteur         | Personage        |
| -------------- | ---------------- |
| Ingrid Bergman | Karin            |
| Mario Vitale   | Antonio          |
| Renzo Cesana   | Priester         |
| Mario Sponzo   | Vuurtorenwachter |

## Neorealisme
Stromboli heeft een aantal kenmerken die typisch zijn voor het neorealisme. De meeste kleine rollen van de dorpelingen worden vertolkt door de echte eilandbewoners. Ook wordt er uitgebreid gefilmd hoe de vissers hun werk doen. De film bevat tevens een echte vulkaanuitbarsting.

## Bergman en Rossellini
In 1949 kregen Bergman en Rossellini, ten tijde van het draaien, een verhouding terwijl beiden al getrouwd waren. Met name in Hollywood werd hier zwaar aan getild. Toen Bergman in februari 1950 een kind van Rossellini kreeg, lieten de conservatieve krachten zich helemaal gelden. Ze werd de facto voor enkele jaren gedwarsboomd. In juni 1950 trouwden Bergman en Rossellini.